# Plagionotus
Plagionotus is een kevergeslacht uit de familie van de boktorren (Cerambycidae). De wetenschappelijke naam van het geslacht werd voor het eerst geldig gepubliceerd in 1842 door Mulsant.

## Soorten
Plagionotus omvat de volgende soorten:
- Plagionotus andreui Fuente, 1908
- Plagionotus arcuatus (Linnaeus, 1758)
- Plagionotus astecus (Chevrolat, 1860)
- Plagionotus bartholomei (Motschulsky, 1859)
- Plagionotus bisbifasciatus Pic, 1915
- Plagionotus bobelayei (Brullé, 1832)
- Plagionotus christophi (Kraatz, 1879)
- Plagionotus detritus (Linnaeus, 1758)
- Plagionotus floralis (Pallas, 1773)
- Plagionotus pulcher (Blessig, 1872)
- Plagionotus scalaris (Brullé, 1832)